# Clan MacKenzie
MacKenzie („Sohn des Kenneth“) ist der Name eines schottischen Clans, der aus Kintail stammt, das zwischen Loch Duich und Loch Cluanie liegt. Später erweiterten die MacKenzies ihr Territorium bedeutend. Kenneth MacKenzie wurde 1609 zum Lord Mackenzie of Kintail erhoben, sein Sohn Colin wurde 1623 Earl of Seaforth. 
Das Motto des Clans lautet Luceo non uro („Ich leuchte, ich brenne nicht.“).

## Adelstitel
Mitglieder des Clan MacKenzie führten bzw. führen folgende Adelstitel:
Peerage of Scotland
- Earl of Seaforth (1623)
- Earl of Cromartie, Viscount of Tarbat, Lord Macleod and Castlehaven (1703)
- Viscount of Tarbat, Lord Macleod and Castlehaven (1685)
- Lord Mackenzie of Kintail (1609)

Peerage of Ireland
- Earl of Seaforth (1771)
- Viscount Fortrose, Baron Ardelve (1766)

Peerage of Great Britain
- Baron Seaforth (1797)

Peerage of the United Kingdom
- Earl of Cromartie, Viscount Tarbat, Baron MacLeod, Baron Castlehaven (1861)
- Baron Seaforth (1921)

Baronetage of Nova Scotia
- Mackenzie Baronet, of Tarbat (1628/1704)
- Mackenzie Baronet, of Coul (1673)
- Mackenzie Baronet, of Darien (1703)
- Mackenzie/Inglis Baronet, of Gairloch (1703)
- Mackenzie Baronet, of Scatwell (1703)
- Mackenzie Baronet, of Royston (1704)

Baronetage of the United Kingdom
- Baillie/Mackenzie Baronet, of Berkeley Square (1819)
- Mackenzie Baronet, of Kilcoy (1836)
- Mackenzie Baronet, of Glen Muick (1890)

## Tartane

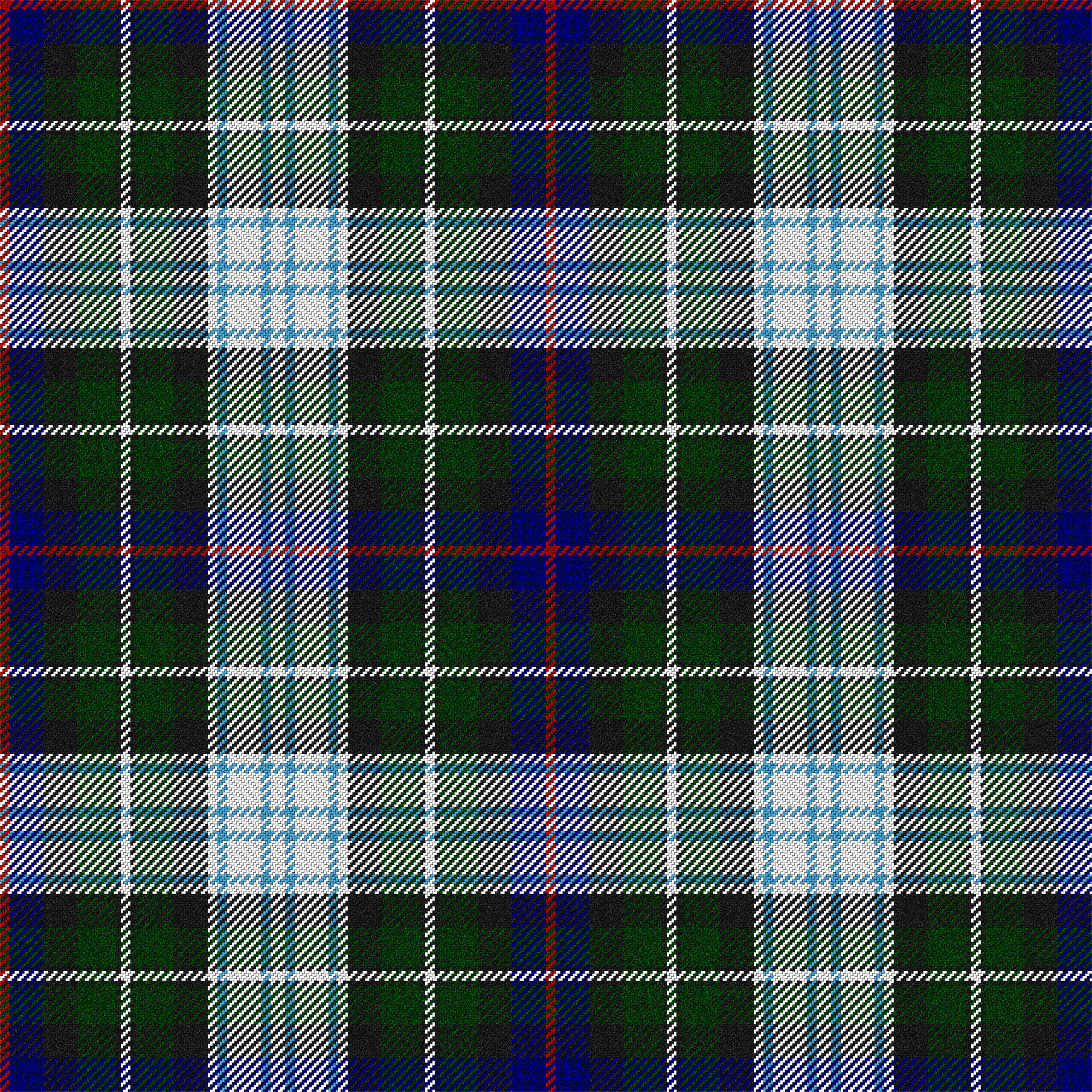
Tartan des Clan Mackenzie
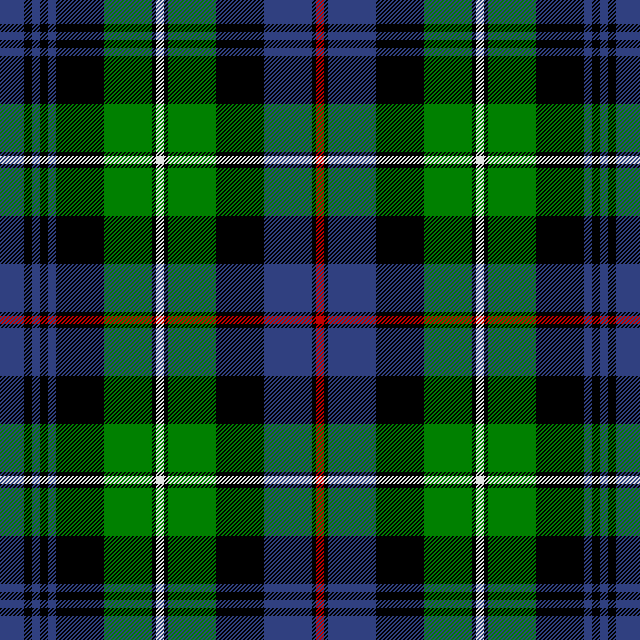
Tartan der Seaforth Highlanders

## Bekannte MacKenzies
- Sir Alexander MacKenzie (1764–1820), schottisch-kanadischer Entdecker
- Alexander Mackenzie (1822–1892), kanadischer Premierminister
- Red McKenzie (1899–1948), US-amerikanischer Jazz-Musiker
- Sir Edward Montague Compton Mackenzie (1883–1972), schottischer Schriftsteller
- Niall Macfarlane Mackenzie (* 1961), britischer Motorradrennfahrer